# Zürich
 Ovo je glavno značenje pojma Zürich. Za druga značenja pogledajte Zürich (razdvojba).
Zürich (njemački: Zürich, talijanski: Zurigo) najveći je grad u Švicarskoj s 404 783 (u 2014. godini) i glavni grad Ciriškog kantona. Gradska aglomeracija je oko 1 300 000 stanovnika. Grad je glavno trgovačko i kulturno središte države i općenito je prihvaćen kao jedna od svjetskih metropola. Prema anketi iz 2006. godine, Zürich je grad s najboljom kvalitetom života na svijetu.
Podrijetlo imena vjerojatno je od keltske riječi Turus, pronađene na grobskom natpisu, koji datira iz vremena rimske okupacije u 2. stoljeću. Antičko ime grada je bilo Turicum.

## Zemljopis
Grad se nalazi na mjestu gdje rijeka Limmat istječe iz jezera Zürich. Grad je okružen šumovitim brdima Gubrist, Hönggerberg, Käferberg, Zürichberg, Adlisberg i Öttlisberg. Zemljopisni centar grada je Lindenhof, mali brežuljak na zapadnoj obali Limmata, otprilike 700 metara sjeverno od mjesta gdje rijeka istječe iz jezera. Danas se grad proširio izvan svojih prirodnih hidrografskih granica (tj. brda) prema sjeveroistoku.

## Povijest
U rimsko doba, Turicum je bilo mjesto skupljanja poreza na granici Gallie Belgice i Rætije za robe prevožene preko rijeke Limmat. Karolinški dvorac, koji je unuk Karla Velikog, Ludvig Njemački, izgradio na mjestu rimske palače, spomenut je 835. godine (in castro Turicino iuxta fluvium Lindemaci). Ludvig je također osnovao opatiju Fraumünster 853. godine za svoju kćer Hildegard, a benediktinskom samostanu darovao je zemljište Züricha, Urija i Albisku šumu, te postavio samostan pod svoju upravu.
Godine 1045. njemački kralj Henrik III. dao je samostanu pravo da drži tržnice, skuplja poreze i kuje kovanice, čime je nadstojnica samostana efektivno postala vladarica grada.
Zürich je postao reichsunmittelbar (vrsta gradske autonomije u Svetom Rimskom Carstvu) 1218. godine izumiranjem obitelji Zähringer. Gradske zidine izgrađene su 1230. godine, obziđujući 38 hektara. Car Fridrik II. promaknuo je nadstojnicu samostana u čin vojvotkinje 1234. godine. Nadstojnica je postavljala gradonačelnika, a često je delegirala kovanje novca građanima grada. Međutim, politička snaga samostana polako je padala tijekom 14 stoljeća, osnivanjem Zunftordnunga (zakon gilda) Rudolfa Bruna 1336. godine. Brun je također postao prvi neovisni gradonačelnik, tj. prvi kojeg nije postavila vojvotkinja.
Zürich se pridružio Švicarskoj Konfederaciji (koja je onda bila jako slobodna konfederacija de facto samostalnih država) kao 5. članica 1351. godine. Bio je izbačen iz konfederacije zbog rata s drugim članovima konfederacije preko Togenburškog teritorija (Stari ciriški rat). Poražen je 1446. godine i ponovno primljen u konfederaciju 1450. godine.
Ulrich Zwingli je započeo švicarsku reformaciju dok je bio glavni propovjednik u Zürichu. Tu je živio od 1484. do smrti 1531. godine.
Godine 1839. grad se morao predati zahtjevima svojih seoskih podanika, nakon njihova ustanka (Züriputscha) 6. rujna. Većina grudobrana grada izgrađena u 17. stoljeću srušila se bez ikakvog napada, kako bi se ublažila zabrinutost seljaka zbog gradske hegemonije. Ciriški sporazum između Austrije, Francuske, i Sardinije potpisan je 1859. godine.
Od 1847. godine Spanisch-Brötli-Bahn, prva željeznica na švicarskom teritoriju, spaja Zürich s Badenom, uspostavljajući ciriški glavni kolodvor kao izvor švicarske željezničke mreže. Današnja zgrada glavnog kolodvora datira iz 1871. godine.

## Grb
Plavobijeli grb Züricha potječe iz 1839. godine i izveden je iz plavih i bijelih stjegova u upotrebi već 1315. godine. Prvo sigurno svjedočanstvo o stijegu s istim bojama je iz 1434. godine. Dva se lava nalaze postrance. Crveni Schwenkel na vrhu stijega ima razna tumačenja: za Cirišane, znak je počasti koji je Rudolf I. dao, a susjedi Züricha su se rugali da znak obilježava uspomenu gubitka ovog stijega u Winterthuru 1292. godine. Danas se isti stijeg upotrebljava kao grb grada i grb kantona.

## Gradske četvrti
| Gradske četvrti Züricha | Gradske četvrti Züricha                   |
| Kreis (okrug)           | Ime četvrti                               |
| ----------------------- | ----------------------------------------- |
| 1                       | Altstadt                                  |
| 2                       | Enge, Wollishofen i Leimbach              |
| 3                       | Wiedikon                                  |
| 4                       | Aussersihl                                |
| 5                       | Industriequartier                         |
| 6                       | Oberstrass i Unterstrass                  |
| 7                       | Fluntern, Hottingen, Hirslanden i Witikon |
| 8                       | Riesbach                                  |
| 9                       | Altstetten i Albisrieden                  |
| 10                      | Wipkingen i Höngg                         |
| 11                      | Affoltern, Oerlikon i Seebach             |
| 12                      | Schwamendingen                            |

## Znamenitosti

### Crkve
- Grossmünster (veliki ministar), blizu jezera u starom dijelu grada, gdje je Zwingli bio pastor; prva zgrada izgrađena oko 820. godine, Karlo Veliki proglasio carskom crkvom
- Fraumünster (ministar naše žene), na suprotnoj strani rijeke Limmata; prvi dio napravljen prije 874. godine; Romanski zbor izgrađen između 1250. i 1270. godine; Marc Chagall dodao vitraž. Potpuno obnovljeno 2004. godine.
- St. Peter (niz rijeku od Fraumünstera, u starom gradu) ima najveći satni brojčanik u Europi.

### Muzeji
- Museum Bärengasse, povijest grada u 18. stoljeću
- Kunsthaus Zürich, jedna od najvećih zbirki klasične moderne umjetnosti na svijetu (Munch, Picasso, Braque, Giacometti itd.)
- Museum Rietberg, antička azijska umjetnost
- Museum Bellerive, muzej mode, arhitekture i dizajna, smješten u vili na plaži jezera
- Kunsthalle Zürich
- Migros Museum, moderna umjetnost
- Švicarski Nacionalni Muzej (Landesmuseum)

## Gospodarstvo
UBS, Credit Suisse, Swiss Re, SWX Švicarska Burza i mnogo drugih financijskih zavoda imaju glavne stožere u Zürichu, trgovačkom središtu Švicarske. Također, Zürich je glavno središte "offshore" bankarstva, uglavnom zbog velike diskrecije švicarskih banaka. Procjenjuje se da financijski sektor obuhvaća jednu četvrtinu svih ekonomskih aktivnosti cijelog grada.

### Tvrtke sa sjedištem u Zürichu

#### Banke
- UBS
- Credit Suisse

#### Eletrotehnika
- ABB (Asea Brown Boveri)

#### Osiguranja
- Swiss Life
- Swiss Re
- Zurich Financial Services

#### Telekomunikacije
- Sunrise Communications AG

## Sport
- Grasshopper-Club Zürich, nogometni klub
- ZSC Lions, hokejaški klub
- FC Zürich, nogometni klub
- Challengers Zürich, bejzbol klub
- Zürich Lions, bejzbol klub
- Zürich Renegades, klub američkog nogometa

## Događanja
- Street Parade.
- Sechseläuten, proljetni festival gilda.
- Ciriški međunarodni kazališni festival, jedno od najvažnijih događanja scenske umjetnosti.
- Kunst Zürich, međunarodni umjetnički sajam s godišnjim gost-gradom (New York 2005. godine); spaja najnovija umjetnička djela s djelima već etabliranih umjetnika.[2]
- Ljetni javni umjetnički program, koji sponzorira grad Zürich. Tema 2005. godine su bili medvjedići.
- Weltklasse Zürich, atletski miting u kolovozu.[3]
- freestyle.ch, jedno od najvećih europskih natjecanja u ekstrmnim sportovima.

## Promet
Zürich je središte željezničkog, cestovnog i zračnog prometa Švicarske. Ima više željezničkih stanica, uključujući Glavni kolodvor, Zürich Oerlikon, Zürich Stadelhofen i Zürich Altstetten. Cisalpinski, InterCity Ekspresni pa čak i TGV vlakovi staju u Zürichu.
Kroz Zürich prolaze autoceste A1, A3 i A4. A1 ide zapadno prema Bernu i Ženevi i istočno prema Sv. Gallenu; A4 sjeverno prema Schaffhausenu, a A3 vodi sjevernozapadno prema Baselu i jugoistočno uz jezera Zürich i Walen prema Sargansu.
Zürich ima važnu međunarodnu zračnu luku u Klotenu, manje od 10 kilometara sjeveroistočno od centra grada. Ima i vojni aerodrom u Dübendorfu.
Unutar Züricha i kroz cijeli kanton, mreža javnog prijevoza ZVV je jedna od najgušćih na svijetu. Ako se uračuna učestalost, što u Zürichu zna dostići 7 minuta, onda jest najgušća mreža na svijetu. Postoje tri sredstva javnog prijevoza: S-Bahn (lokalni vlakovi), tramvaji i autobusi. Navodno ne postoji niti jedno mjesto na tlu strožeg gradskog centra udaljeno više od 150 metara od najbliže tramvajske, autobusne ili željezničke postaje.
Uz javni prijevoz postoje brodovi na jezeru i na rijeci, uspinjače te žičara koja vodi od Adliswila do Felsenegga. Putne karte vrijede za sva sredstva javnog prijevoza (vlak, tramvaj, autobus, brod).

## Vanjske poveznice
- Službena stranica  Arhivirana inačica izvorne stranice od 23. kolovoza 2004. (Wayback Machine) (njem.)

|  | Zajednički poslužitelj ima još gradiva o temi Zürich |